# Johann Salomo Semler
Johann Salomo Semler (født 18. december 1725 i Saalfeld, Thüringen, død 14. marts 1791 i Halle) var en tysk evangelisk teolog, kaldet den tyske rationalismes fader.
Han hører til en gruppe af pionerer inden for den kritiske bibelforskning i den sene del af den teologiske oplysning i Tyskland, hvortil også hører teologer som Johann August Ernesti, Johann Lorenz von Mosheim, og Johann David Michaelis
. Oplysningsteologiens blivende betydning er den historiske kritik.

## Liv
Semler blev født i en pietistisk familie, studerede i Halle og blev derefter redaktør for et tidsskrift. Fra 1752 arbejdede han som teolog ved universitetet i Halle og blev en af grundlæggerne af den historisk-kritiske skriftforskning: det skal være muligt at analysere bibelteksten kritisk. Han holdt en tydelig afgrænsning over for såvel ortodoksi som pietisme som over for Voltaire.
Efter Siegmund Jakob Baumgartens død i 1757 blev Semler leder af det teologiske fakultet, og den intense opposition der var affødt af hans udgivelser og forelæsninger, øgede kun hans ry som professor. Hans popularitet steg uformindsket indtil 1779, hvor han afgav et svar – Beantwortung der Fragmente eines Ungenannten – på
Wolfenbüttel fragmenterne og på Karl Friedrich Bahrdts
trosbekendelse, et skridt der af de yderligående rationalister blev tolket som en tilbagekaldelse af hans rationalistiske position.

## Livsværk
1771 udkom hans hovedværk Abhandlung von freier Untersuchung des Kanons. Kanon er bestemt af historiske omstændigheder og er ikke "faldet ned fra himlen". Den historiske tilvirkningsproces trådte dermed i forgrunden. Teksterne er først opstået sent efter Jesus. Deraf slutter han, at ganske vist er Guds ord indeholdt i teksten, men de er ikke Guds Ord.
Han tilbageviste det ortodokse skriftprincip, verbalinspirationen, der havde udviklet sig med den lutherske ortodoksi. Tværtimod, der kan være fejl, modsætninger og tilføjelser i bibelteksten.
Semler udviklede således den fordring, at man må analysere kritisk og gøre sig de tidsafhængige betingelser klar.
Det Nye Testamente er opstået ved akkommodation, ved at Jesus tilpassede sit budskab til forståelseshorisonten hos datidens mennesker. Man kan ikke blot uden videre oversætte datidens udtryk. Kristendommen blev mundtligt overleveret til ind i det andet århundrede.
Der kommer en distancering på tale: religion bliver for Semler til en personlig trosoverbevisning. Teologi er den videnskabelige læreform, rationel, den benytter klare begreber og deduktion. Derved får den behov for korrektion og bliver et anliggende for forskning. Dette muliggør et frirum for videnskabeligt arbejde for religion og kirke. Semler slutter heraf, at præsten må blive formidler af oplysningsideerne, og at dogmerne tilsvarende må træde i baggrunden. Derfor bliver etik, livsførelse og ansvarsbevidsthed vigtig.

## Grane om Semler og tiden forneologerne, 1740-1780
I et afsnit om den tyske oplysningsteologi  skriver Grane om Semler og hans ligesindede:

I tysk teologihistorie har man vænnet sig til at skelne mellem gammel- og nyprotestantisme. Efter denne skelnen må man nok sige, at nyprotestantismens fader ikke er Schleiermacher, men snarere en mand som Semler. Overgangen mellem de to sker i det øjeblik, da dogmatikkens sætninger ikke længere direkte er udsagn om Gud, som han er åbenbaret i Skriften. Med andre ord når man opgiver at forstå teologi som "Gudsvidenskab" som guddommelig lære i modsætning til naturvidenskaber og humanvidenskaber. 

Overgangen sker, da man er parat til at erkende, at teologi er en menneskelig-historisk affære og derfor undergivet den forgængelighed og forandring som er givet dermed. 

Semler og hans ligesindede indlod sig med tidsånden, og de kom til resultater, der afveg så kraftigt fra deres forgængeres, at det ikke er uberettiget at betragte dem som stående på den anden side af et markant skel i den protestantiske teologis historie. 

Man kan spørge, om opdagerglæden bedrog dem, så de ikke fuldt ud så konsekvenserne af, hvad de gjorde. Men inden man dadler dem for det, bør man huske, at de ikke blot var glade for nye opdagelser, men at de også var dybt præget af den forståelse af personlig redelighed og respekt for det, man tvinges til at indse som sandhed, der hører til oplysningens bedste egenskaber, men som iøvrigt også er en umistelig del af den reformatoriske tradition. Man kommer dog ikke uden om, at det ikke var teologerne, der først og fremmest og mest dybtgående indså betydningen af den historiske kritik for kristendommen.

## Forfatterskab
- Commentatio de demoniacis (Halle, 1760, 4:e ed. 1779)
- Umständliche Untersuchung der damonischen Leute (1762)
- Versuch einer biblischen Damonologie (1776)
- Selecta capita historiae ecclesiasticae (3 vols., Halle, 1767–1769)
- Abhandlung von freier Untersuchung des Kanon (Halle, 1771–1775)
- Apparatus ad liberalem N. T. interpretationem (1767; ad V. T., 1773)
- Institutio ad doctrinam Christ. liberaliter discendam (Halle, 1774)
- Über historssche, gesellschaftliche, und moralische Religion der Christen (1786)
- Semler's Lebensbeschreibung, von ihm selbst abgefasst (Halle, 1781–1782)